# Нума Марций
Нума Марций (лат. Numa Marcius) — великий понтифик, отец Анка Марция, префект Рима.
Нума был сыном Марка Марция, то есть вторым из рода Марциев. Нума Помпилий избрал его на должность великого понтифика из числа сенаторов в 712 году до н. э, поручив ему контроль над всеми жертвоприношениями, общественными и частными.
При Тулле Гостилии назначен на должность custos urbis.
Был женат на Помпилии — дочери Нумы Помпилия. От этого брака был рожден внук Нумы Помпилия — Анк Марций, будущий преемник Тулла Гостилия на царство.
А. Ф. Энман считал имя Нума вымышленным, проводя параллели с именем Нумы Помпилия.